# Monasterio de Petrákis
El Monasterio de Petrákis (en griego: Μονή Πετράκη, romanizado: Moní Petráki), también conocido como el Monasterio de los Taxiarcas de los Asomatos. o «Monasterio de Asomato»  (en griego: Μονή Ασωμάτων Ταξιαρχών), es un edificio de arquitectura bizantina situado en el distrito ateniense de Kolonáki. La institución, que probablemente data del siglo X, ha sido un importante actor espiritual, territorial y social en Grecia desde su refundación en 1673. En la parte trasera del monasterio se encuentran los locales del Santo Sínodo de la Iglesia de Grecia.

### Una existencia casi continua desde elsigloX
El Cinosargo, gimnasio y santuario dedicado a Heracles, estuvo potencialmente en el lugar del monasterio de Petrákis en la Antigua Grecia.
No hay consenso sobre la datación del monasterio original y su katholikón. Una primera comunidad se fundó probablemente en la primera mitad del siglo X  o, según el arqueólogo griego Anastasios Orlandos en el siglo XIII o XIV. Según la mayoría de los especialistas, es muy probable una renovación del katholikón, todavía durante el período mesobizantino (843-1204), probablemente en el siglo XII. La bimah, el nártex y las partes superiores del edificio fueron reconstruidas. En un momento desconocido, entre el siglo XII y el XV, la institución se adscribió al Monasterio de los Confesores, cuya iglesia principal sigue en pie en la calle Tsócha.
El monasterio fue abandonado a partir del 1500. A principios del siglo XVII, era conocido como "Monasterio de Koukoupoúlis", nombre de una importante familia ateniense, y era un metoquión del Monasterio de Karéa.
En 1673, Parthénios Petrákis (nacido Πέτρος Παπασταμάτης), hieromonje y médico de Dimitsána, renovó profundamente la iglesia. Los higúmenos que le sucedieron, también miembros de la familia Petrakis, se empeñaron en continuar la obra, sobre todo en 1716. El monasterio fue reconocido en 1777 como un establecimiento estauropégico, con los monasterios de Karéa y los Confesores, sus antiguas casas matrices, entre sus dependencias. En 1798 se construyó una muralla circundante.
Durante la Guerra de independencia de Grecia y en las décadas posteriores, la institución desempeñó un importante papel social de apoyo a la población  e instrucción pública. En 1834, el año en que Atenas fue elegida capital de Grecia, se planteó un plan para convertirlo en hospital militar. Con el tiempo, el complejo monástico se convirtió en cuartel y depósito de pólvora hasta 1858. También se llevaron a cabo obras de ampliación y modernización del katholikón, que desvirtuaron la arquitectura bizantina original.

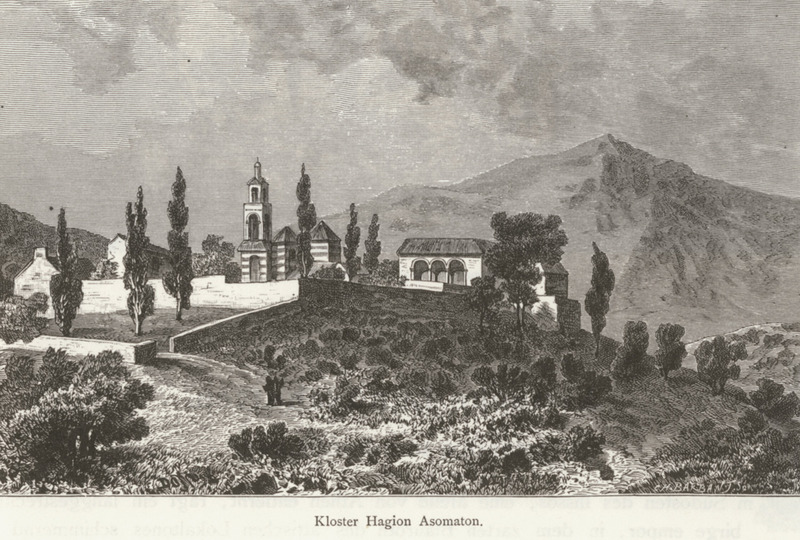
Dibujo del monasterio en 1887 por Amand von Schweiger-Lerchenfeld.

A finales del siglo XX, parte del monasterio se utilizó gratuitamente para las actividades del Instituto arqueológico ruso de Constantinopla. Las celdas albergaron a refugiados de Anatolia durante tres años tras el intercambio de bienes y personas entre Grecia y Turquía como resultado del Tratado de Lausana de 1923. El lugar también se utilizó para almacenar objetos arqueológicos, entre ellos la Estela de Mnesagora y Nicocares, actualmente expuesta en el Museo Arqueológico Nacional de Atenas, que permaneció allí hasta 1927, y la estela de Jantipo, actualmente en el Museo Británico. Además, un dintel de mármol del siglo XI, decorado con una cruz central y motivos vegetales y procedente del refectorio sur, se expone actualmente en el Museo Bizantino y Cristiano de Atenas. En el patio del monasterio aún se exponen algunas antigüedades.
En la década de 1960 se llevaron a cabo importantes obras de restauración de la arquitectura bizantina original. En particular, se rehicieron los frescos y se eliminaron los añadidos modernos de mediados del siglo XIX. En 1970, el katholikón fue elevado al rango de capilla sinodial, ubicándose la sede del Santo Sínodo de la Iglesia de Grecia en la continuación oriental del monasterio,

### Un propietario histórico
Durante la época otomana, sobre todo entre mediados del siglo XVII y mediados del siglo siguiente, el monasterio de Petrákis fue una de las instituciones monásticas más ricas del Ática y de toda Grecia. Durante este periodo, adquirió una cantidad considerable de tierras en la región de Atenas, por ejemplo en la llanura de Maratón. La congregación también obtenía privilegios y riquezas del suministro de miel para la salvación del alma  y aceitunas a la familia imperial otomana. A finales del siglo XVIII, el abad Dionýsios Petrákis viajó a Constantinopla al frente de una delegación secreta, junto con Níkos Zitounákis y otras tres personas, para liberar al monasterio de las imposiciones del vaivoda de Atenas, Hadji Ali Haseki. habiendo ganado su caso en 1795-1796, la institución fue incluida en un habiz, adscrito a un imaret de Constantinopla y puesto bajo la protección de la valide sultan.
La adquisición de tierras continuó en los primeros tiempos del joven Estado griego, cuando tras el asesinato de Ioannis Kapodistrias, la institución se posicionó sobre las antiguas propiedades otomanas vendidas por el gobierno provisional. Importante propietario de tierras en torno al centro histórico de Atenas, las donaciones y cesiones de propiedades permitieron la expansión de la ciudad mediante la construcción de edificios públicos durante el reinado del rey Jorge I de Grecia. En los terrenos pertenecientes al monasterio de Petrákis se construyeron la Universidad de Atenas, el Museo Bizantino y Cristiano, el Hospital Evangelismós, el hospital Alexándra, el hospital Infantil Agía Sofía, la Escuela Americana de Estudios Clásicos  y la Biblioteca Gennadeion, así como la Escuela Británica de Atenas.
La expropiación de propiedades monásticas por parte de las autoridades políticas alcanzó su punto álgido durante la dictadura de Theodoros Pangalos. Este exigió la nacionalización de todas las tierras pertenecientes al monasterio de Petrákis por razones de defensa nacional. Aunque los títulos de propiedad fueron devueltos a la Iglesia de Grecia tras la caída del régimen, los cambios de uso y las numerosas irregularidades complicaron durante mucho tiempo la gestión del patrimonio monástico. Más recientemente, los extensos terrenos del monasterio fueron objeto de un litigio con el Estado griego, que se llevó ante el Tribunal Europeo de Derechos Humanos en la década de 1990.

## Arquitectura
Inicialmente, el katholikón del monasterio era una iglesia en cruz inscrita cercana al estilo constantinopolitano, con una reducida bimah y nártex. Sin embargo, en el siglo XII se realizaron muchos cambios arquitectónicos. La mampostería tabicada de las partes superiores, los volúmenes de los espacios interiores y la colocación de los vanos dan testimonio de un estilo provinciano común en la Grecia meridional de la época.
La naos original, cuya cúpula descansa sobre cuatro columnas corintias, mide 9,5 10m. En el siglo XV, el estrecho nártex bizantino fue reconstruido con mayores dimensiones y una alta cúpula apoyada sobre un tambor. Un exonártex completó la ampliación en 1804. El patio del monasterio contiene una fuente, un sarcófago bizantino, diversos restos arquitectónicos y la tumba del erudito Konstantinos Oikonomos. Las celdas de los monjes y las zonas comunes se encuentran en los lados norte y sur.
El interior del katholikón presenta una rica decoración esculpida, en particular cornisas de mármol en la base de las bóvedas. Los frescos de la naos son obra de Georgios Markou en 1719.

## Galería

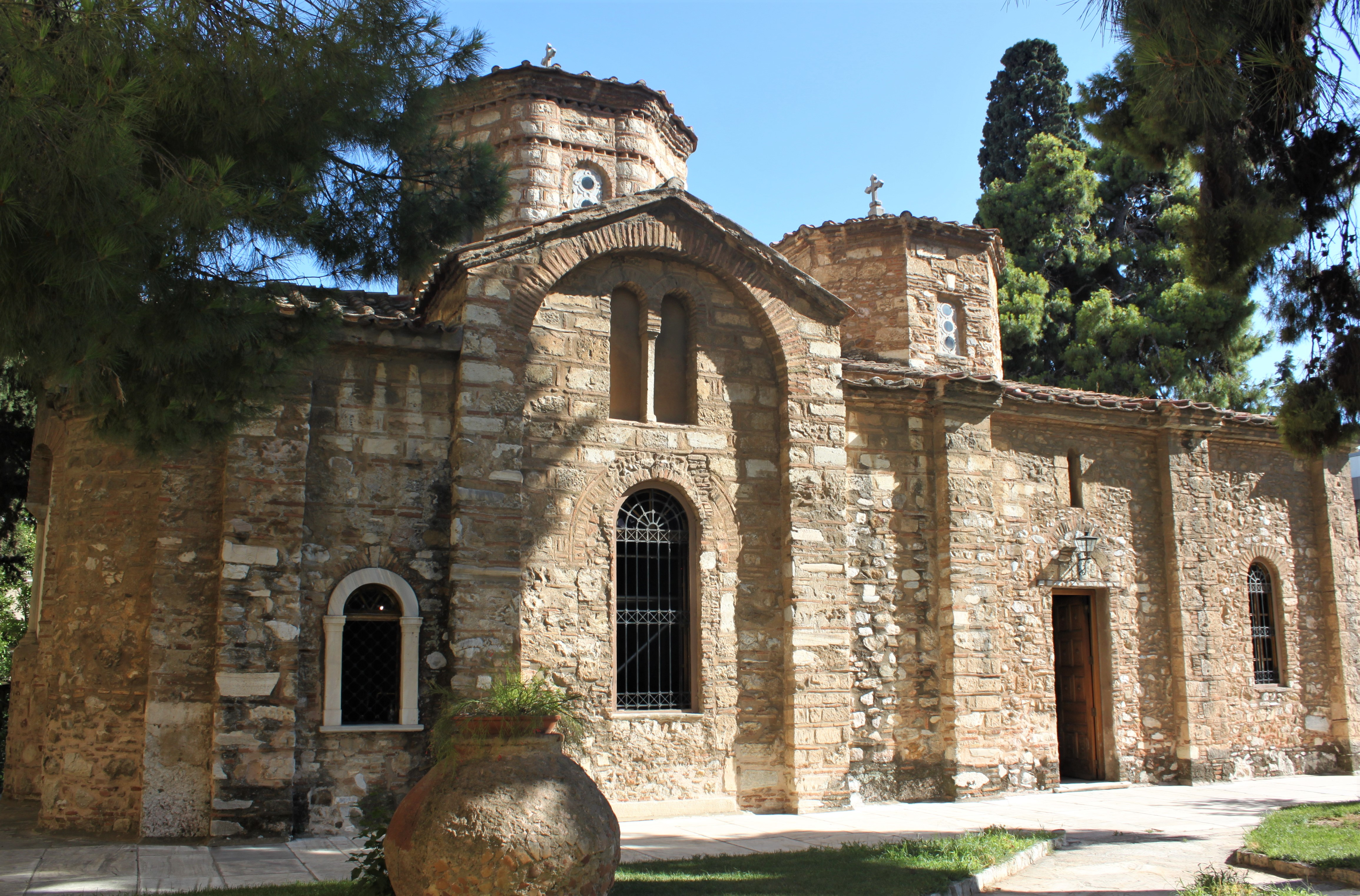
Fachada norte del  katholikón.
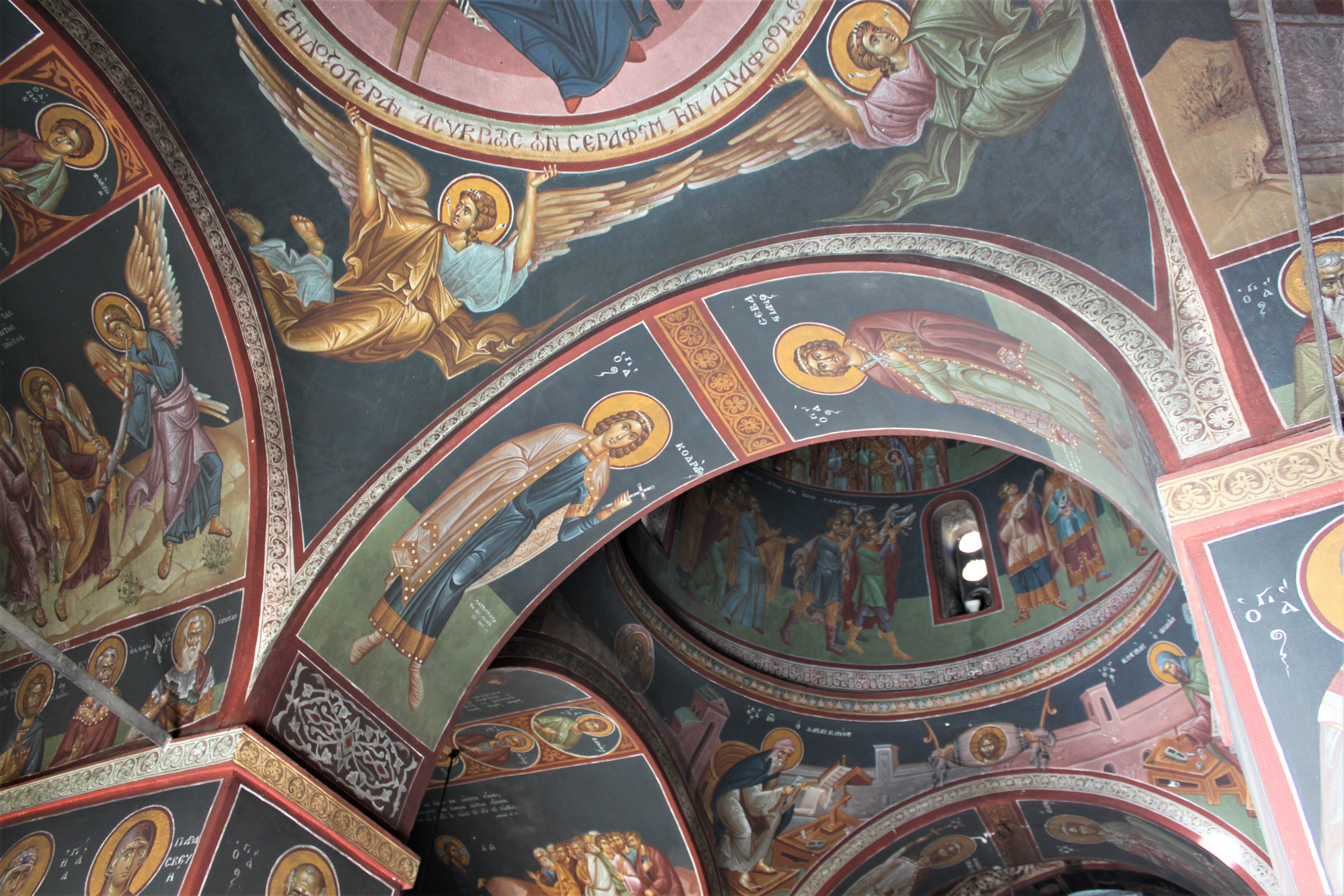
Frescos del exonártex.
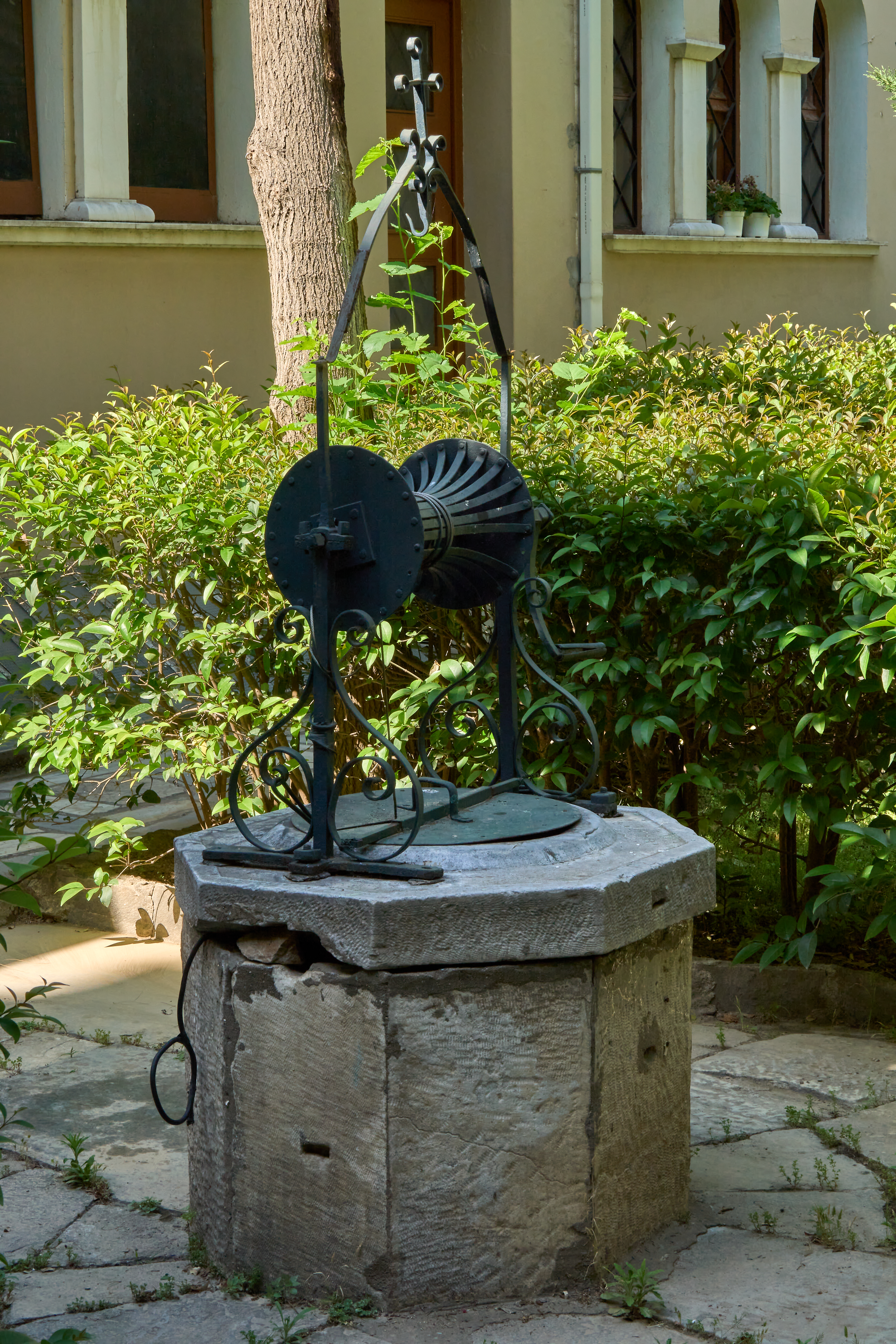
Pozo en el patio del monasterio.
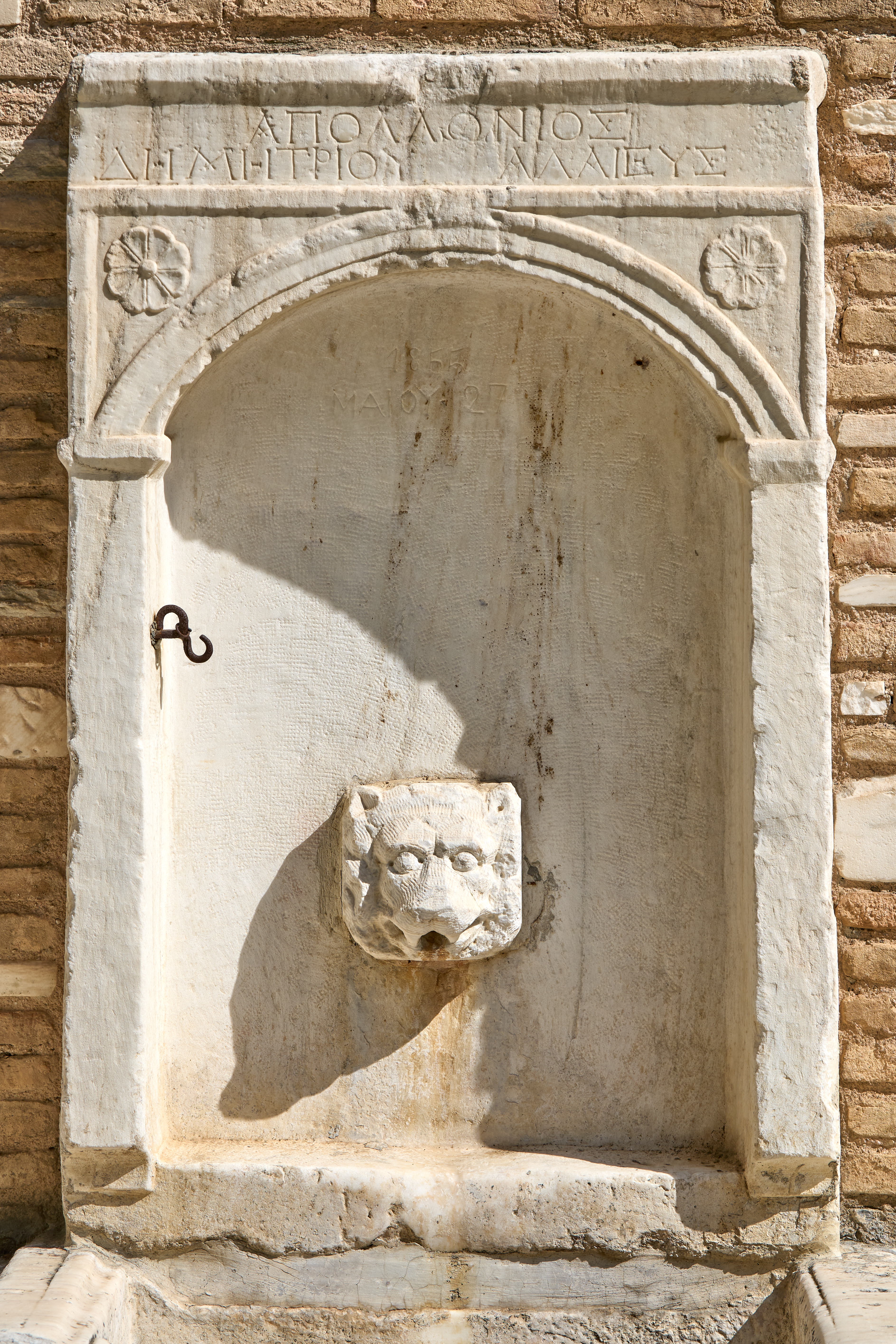
Fuente en el patio del monasterio.
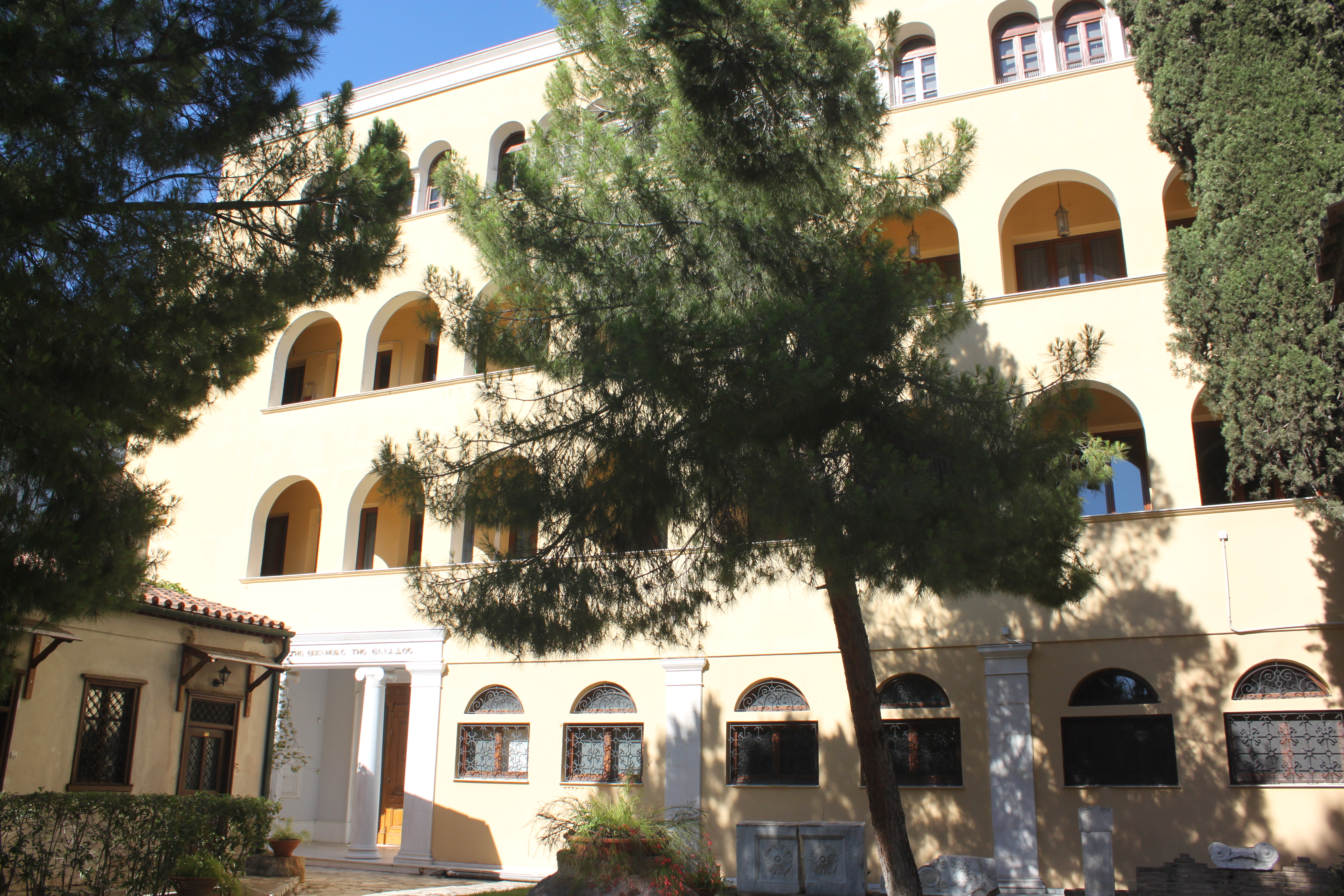
Oficinas del Santo Sínodo de la Iglesia de Grecia.